# Салаватский филиал УГНТУ
Салаватский филиал УГНТУ — филиал УГНТУ, расположенный в городе Салавате.
Сегодня в филиале имеются 4 кафедры (ОПНН), (ХТП), (ОНД), (ЭАПП), вычислительный центр, библиотека.

## История
Филиал Уфимского нефтяного университета создан в 1956 году как учебно-консультационный пункт МИНХ и ГП.
В 1959 году переименован в вечерний факультет МИНХ и ГП с вечерним отделением в г. Ишимбае.
В 1962 году Салаватский вечерний факультет МИНХ и ГП передан в состав Уфимского нефтяного института.
В 1983 году Салаватский вечерний факультет УНИ реорганизован в филиал УНИ в г. Салавате.
В связи с переименованием в 1998 году Уфимского нефтяного института в Уфимский государственный нефтяной технический университет филиал УНИ в г. Салавате переименован в филиал Уфимского государственного нефтяного технического университета в г. Салавате.
Первый декан и директор филиала — Арсланов Ахняф Гареевич, кандидат экономических наук, заслуженныйу экономист БАССР, отличник высшего образования СССР. В институте защищены докторские диссертации С. А. Ахметовым, А. А. Абакумовым, Б. С. Жирновым, М. Н. Рахимовым, Г. И. Ивановым, Э. Ю. Хасановым.
В институте проводится научно-исследовательская работа по 7 программам. В соответствии с координационными программами работа ведется по 17 темам.
Адрес филиала: Башкортостан, г. Салават, ул. Губкина, д. 67; тел. +7 (34763) 3-16-20;
В филиале работают подготовительные курсы, компьютерные курсы, курсы повышения квалификации
Стоимость обучения в институте — от 60 тыс. рублей в год. В 2011 году в институте объявлен прием на обучение магистров по специальности «Нефтепереработка и нефтехимия». Занятия проводятся в очной форме на 2 года. По окончании учёбы слушателям присваивается квалификация «Магистр техники и технологии» УГНТУ и «Магистр нефтепереработки и нефтехимии» Высшей Национальной Школы Нефти и Моторов европейского образца.
В 2023 году университет получил статус отдельного отделения (Ныне входит в УГНТУ как: Институт Нефтепереработки и Нефтехимии в г. Салават.)

## Студенческая жизнь в институте

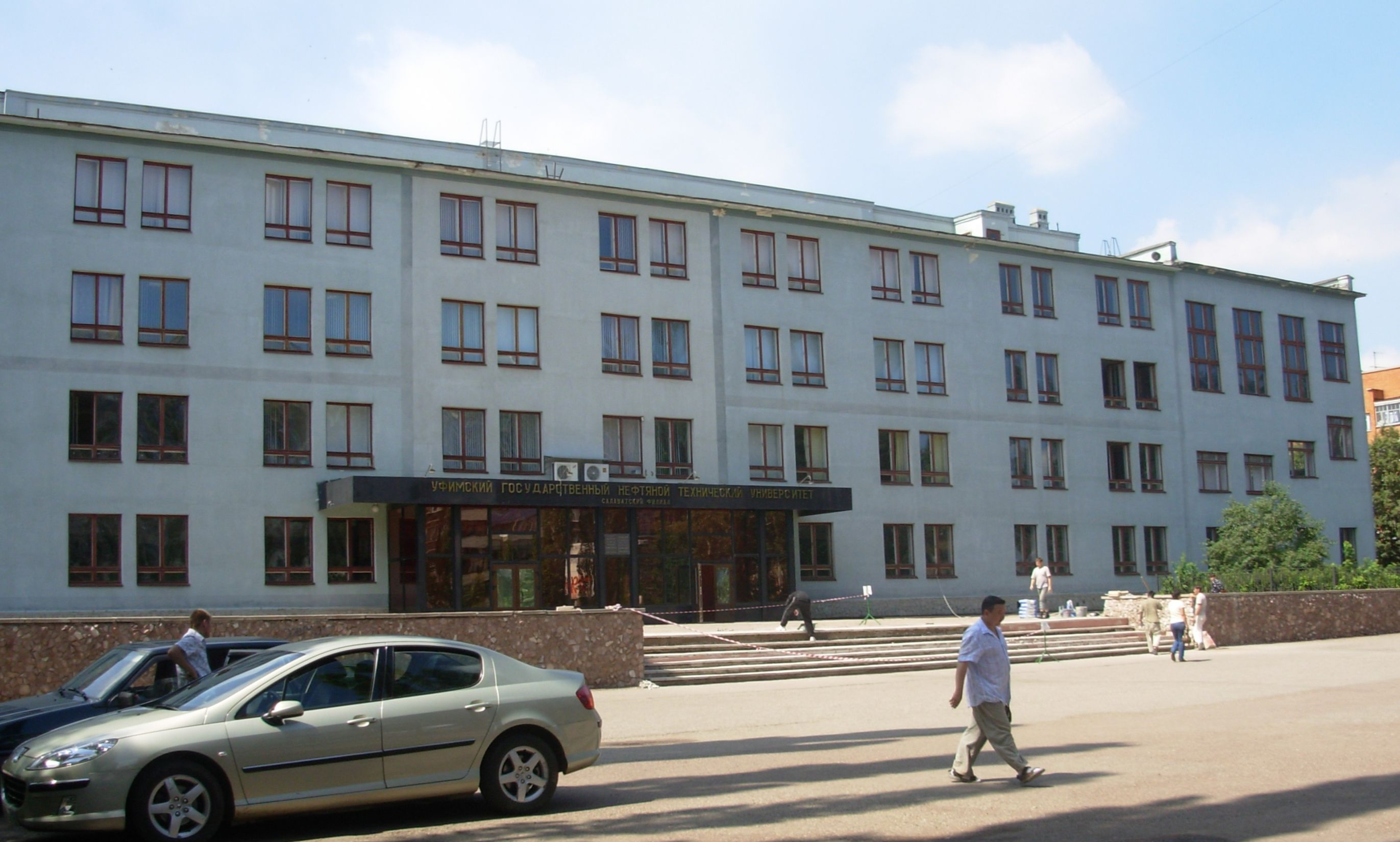
Здание института

В филиале для студентов есть спортивный зал, тренажерный зал в общежитии но в неё (общажитие) редко пускают простых студентов. Постоянно проводятся соревнования между группами студентов по футболу, волейболу, баскетболу, настольному теннису и бадминтону.
Развита в филиале и общественная жизнь — (не)многие ребята состоят в студенческом клубе. Есть и своя КВН-команда — «Сборная УГНТУ СФ».

## Направления подготовки
В Филиале ведется обучение студентов по следующим направлениям высшего профессионального образования:
- 240801 Машины и аппараты химических производств;
- 220700 Автоматизация технологических процессов и производств;
- 240100 Химическая технология природных энергоносителей и углеродных материалов;
- 140400 Электрооборудование и электрохозяйства предприятий, организаций и учреждений;
- 230100 Автоматизированное управление бизнес-процессами и финансами.

## Здания института
- Центральный учебный корпус[7], на Яндекс карте[8]
- Общежитие — пятиэтажное здание на 200 мест. Комнаты 2 местные.

## Директора института
Арсланов А. Г. — с 1956 года
Измайлов Р. Б. — с 1984 года
Хазиев Ф. М. — с 2002 года
Евдакимов Г. И. — с 2011 года
Лунева Н.Н. - с 2015 года